# Hanspeter Wolfsberger

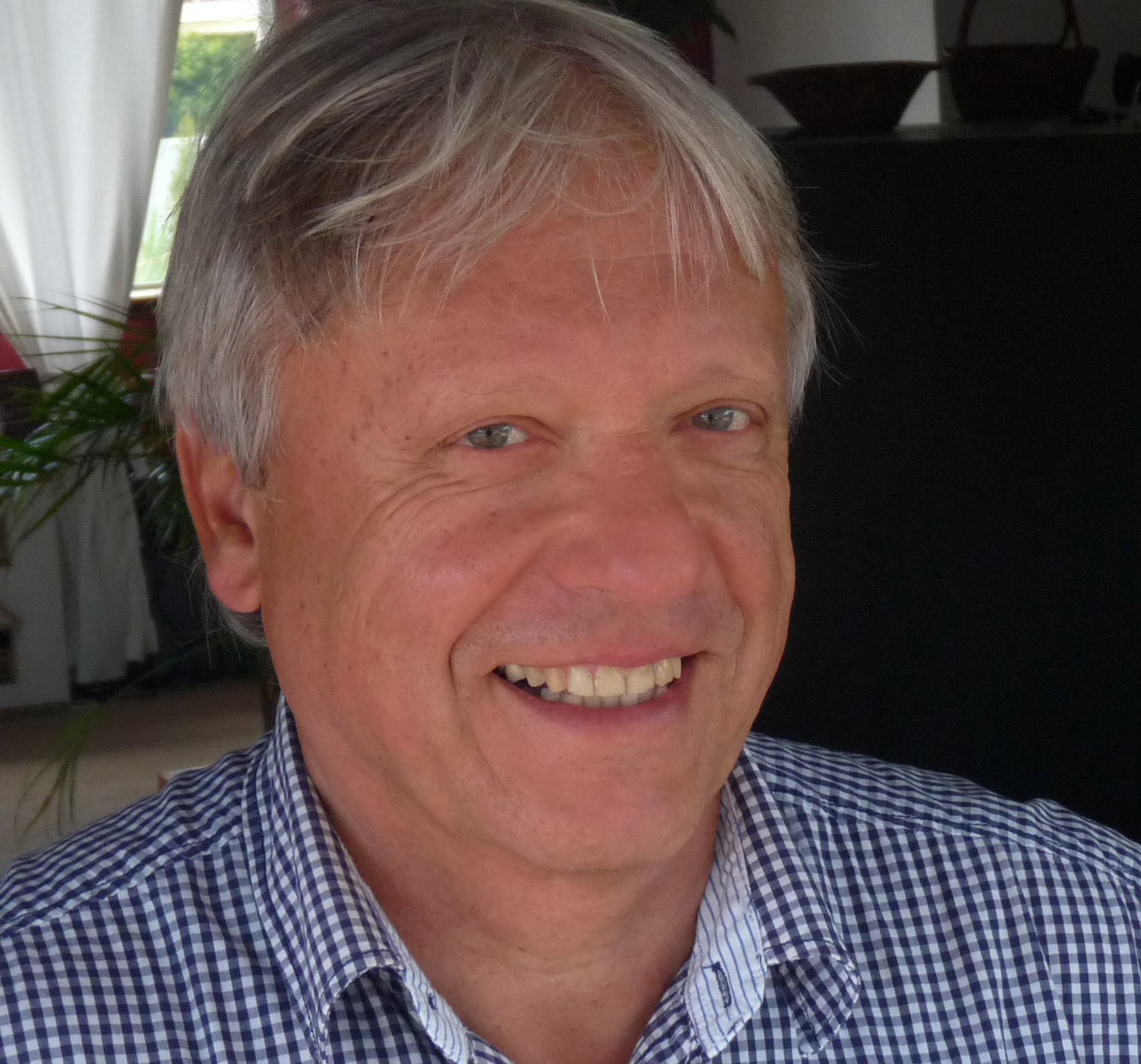
Hanspeter Wolfsberger im Jahr 2013

Hanspeter Wolfsberger (* 4. September 1948 in Freiburg im Breisgau) ist ein deutscher Theologe und Pfarrer der Evangelischen Landeskirche in Baden. Wolfsberger war zehn Jahre lang Direktor der Liebenzeller Mission und danach bis zu seinem Ruhestand Gemeindepfarrer der Kirchengemeinde Betberg-Seefelden in Buggingen. Er ist bis heute der Leiter des dortigen Haus der Besinnung und ein bekannter Redner und Autor.

## Leben und Wirken
Wolfsberger wuchs als Sohn des Buchdruckers und Heimatdichters Fritz Wolfsberger in Müllheim im Markgräflerland auf. Nach Schulzeit und Bundeswehr studierte er zunächst Maschinenbau und kam zur Firma Siemens nach Nürnberg. Im Alter von 20 Jahren begann er ein Pädagogik- und Psychologiestudium. Bis zu dieser Zeit hatte er mit der Kirche wenig zu tun, bis er in einer Jugendveranstaltung einer Landeskirchlichen Gemeinschaft mit dem Glauben an Gott in Berührung kam. Er entschied sich, ein Leben als Christ zu wagen. In dieser Zeit las er die ersten christlichen Bücher. Das Buch Im Schatten des Allmächtigen: Das Tagebuch Jim Elliots von Elisabeth Elliot gab ihm einen ersten Anstoß, das Studium zu wechseln. So studierte er an den Universitäten Heidelberg und Tübingen Evangelische Theologie. Im Jahr 1973 trat er seine Vikarsstelle in Schnait im Remstal an. Im Jahr 1975 legte er an der Universität Tübingen sein erstes Theologisches Examen ab. Pfarrstellen in Bad Wildbad im Schwarzwald und Staufen im Breisgau folgten. Zwischen 1987 und 1993 war er Gemeindepfarrer in Aldingen. Im Jahr 1993 nahm Wolfsberger die Stelle als Direktor des Gesamtwerkes der Liebenzeller Mission an. Er wurde Dozent am Theologischen Seminar der Liebenzeller Mission, geistlicher Leiter der heutigen Missionsberggemeinde und startete mit einigen der Mitglieder einen bis dahin in dieser Form noch wenig bekannten Abendgottesdienst mit durch Lobpreisliedern geprägten Anbetungsteil. Schon zu dieser Zeit ging für ihn ein Wunsch in Erfüllung, den er seit seiner Vikariatszeit hatte, Menschen nicht nur von der Kanzel aus zu begegnen, sondern sie als Seelsorger begleiten und Schritte des Glaubens mit ihnen gehen zu können. Zwischen 2001 und 2003 leitete er mit Pfarrerin Evelyn Hauser in den Räumlichkeiten der Christlichen Gästehäuser Monbachtal in Bad Liebenzell das Programm Haus der Stille mit separater kleiner Holzkapelle, die gestiftet wurde.
Die Gemeindediakonin Sieglinde Kamm, die Wolfsberger aus langjähriger Mitarbeit in Aldingen und Bad Liebenzell kennt, charakterisiert ihn als unkonventionellen, humorvollen, nahbaren Menschen, der sich für Andere einsetzt – was ihn seine Kraft, seine Zeit und ein Stück seines Lebens kosten darf, ein Pfarrer, der durch ansprechende Predigten die Herzen der Zuhörer erreicht.
Von 2003 bis Juni 2014 war er Gemeindepfarrer in Betberg-Seefelden und seit 2003 der Leiter des dortigen Haus der Besinnung, ein als Einkehrhaus genutztes Gästehaus, neben dem im 8. Jh. n. Chr. von Iroschottischen Mönchen gegründeten Gebetsplatz, der Kirche. Die Pfarrstelle teilte er sich bis zu seinem Ruhestand mit seiner Amtskollegin Evelyn Hauser, die diese Stelle ab Juli 2014 übernahm. Er ist weiterhin Vorsitzender des Träger-Vereins „Haus der Besinnung Betberg e. V.“. Seit 2015 ist er Clearingbeauftragter der Deutschen Evangelischem Allianz.
Er ist bis heute ein gefragter Redner und Verkündiger bei vielen Konferenzen und Gottesdiensten und Referent bei Freizeiten und Schiffsreisen. Er gehörte von 1997 bis 2013 dem Gesamtvorstand der Deutschen Evangelischen Allianz an, war von 2004 bis 2013 Mitglied im Redaktionsteam der von der Deutschen Evangelischen Allianz herausgegebenen Quartalszeitschrift EiNS, ist Autor verschiedener Bücher und schreibt Beiträge in christlichen Zeitschriften, z. B. Aufatmen.

## Privates
Hanspeter Wolfsberger ist seit 1973 mit Bärbel verheiratet. Das Paar hat neun Kinder und wohnt im Ruhestand in Müllheim im Markgräflerland.

## Veröffentlichungen
- Einkehren und schauen: ein Begleiter in der Adventszeit, Verlag der Liebenzeller Mission 1996, ISBN 3-88002-608-4.
- Hrsg.: So führt Gott: Geschichten zum Staunen aus der Arbeit der Liebenzeller Mission, Verlag der Liebenzeller Mission 1999, ISBN 978-3-88002-680-3.
- mit Evelyn Hauser: Stille suchen – im Schweigen hören, Brunnen-Verlag, Gießen 2009, 3., aktualisierte und erweiterte Auflage 2016, ISBN 978-3-7655-0954-4.
- Brösel. Am Ofenfeuer mitgehört, Verlag der Liebenzeller Mission, Bad Liebenzell 2003, ISBN 3-921113-63-6.
- Neue Brösel. aufgesammelt von Hanspeter Wolfsberger,[17] Brunnen-Verlag, Gießen 2006, ISBN 978-3-765-51940-6.
- Aufbruch zu Advents- und Weihnachtsstille. Ein Wegbegleiter in der Zeit der Lichter, Verlag der Liebenzeller Mission, Bad Liebenzell 2007, ISBN 978-3-921-11321-9.
- Was dem Leben dient. Texte zum Anhalten und Ausrichten auf Gott, SCM R.Brockhaus, Witten 2018, ISBN 978-3-417-26841-6.
- Der Herr ist mein Hirte, mediaKern, Wesel 2018, ISBN 978-3-8429-4046-8.
- Für Tage der Trauer, mediaKern, Wesel 2018, ISBN 978-3-8429-4047-5.
- Endlich wieder Brösel! Geschichten, die der Seele gut tun, Fontis-Verlag, Basel 2019, ISBN 978-3-03848-179-9.